# Troppo forti
Troppo forti è stato un programma televisivo italiano condotto da Mara Venier e Claudio Sorrentino, andato in onda su Rai 1 per una sola edizione nell'estate del 1988, dal 19 giugno all'11 settembre per dodici puntate.

## Il programma
Il sottotitolo del programma recitava "Sogni, desideri, fantasie, speranze, capricci, vanità degli italiani", descrivendo quello che il varietà dai toni ironici, si proponeva di indagare. 
Scritto da Roberto Ferrante, Carlo Raspollini, Francesco Falcone e Claudio Bondì che ne era anche il regista, vedeva, oltre alla partecipazione di ospiti in studio e alla presenza di una band musicale, anche Donatella Rettore ad interpretare la sigla iniziale del programma, dal titolo Noi siamo forti punto e....